# アダム・レグズディンス
アダム・レグズディンス（Adam Legzdins, 1986年11月28日 - ）は、イングランド・ペンクリッジ出身の元サッカー選手。現役時代のポジションはGK。一見派手なスーパーセーブこそ少ないが、的確な判断とミスの少ない安定したプレーが特徴の堅実な選手で、素早く正確なスローによるフィードも特徴のひとつである。

## 経歴
2015年6月27日、バーミンガム・シティFCと2年契約を結んだ。
2017年8月8日、バーンリーFCと3年契約を結んだ。
2020年11月13日、ダンディーFCとシーズン終了までの契約を結んだ。